# Чемпіонат УРСР з легкої атлетики 1964
Чемпіонат УРСР з легкої атлетики 1964 року був проведений, на відміну від минулих років, серед молоді 19—20 років. Найсильніші легкоатлети старшого віку брали участь лише у змаганнях на особисту першість. Зміна чемпіонів була майже повною. Лише трьом переможцям чемпіонату 1963 р. вдалося відстояти своє звання.

## Медалісти

### Чоловіки
| Дисципліни                | Золото                           | Золото    | Срібло | Срібло | Бронза | Бронза |
| ------------------------- | -------------------------------- | --------- | ------ | ------ | ------ | ------ |
| 100 метрів                | В'ячеслав Хричов Львів           | 10,5      |        |        |        |        |
| 200 метрів                | Юрій Колесников Донецьк          | 22,1      |        |        |        |        |
| 400 метрів                | Арнольд Мацулевич Київ           | 49,2      |        |        |        |        |
| 800 метрів                | Віктор Доценко Київ              | 1.53,2    |        |        |        |        |
| 1500 метрів               | Олексій Дубовик Сімферополь      | 3.58,6    |        |        |        |        |
| 5000 метрів               | Анатолій Горний Київ             | 14.16,6   |        |        |        |        |
| 10000 метрів              | Анатолій Горний Київ             | 30.29,0   |        |        |        |        |
| 110 метрів з бар'єрами    | Олег Степаненко Львів            | 14,8      |        |        |        |        |
| 400 метрів з бар'єрами    | Василь Анисимов Київ             | 51,9      |        |        |        |        |
| 3000 метрів з перешкодами | Матвій Дмитрієв Тернопіль        | 8.59,4    |        |        |        |        |
| Марафон                   | Олександр Бабушкін Київ          | 2:34.34,8 |        |        |        |        |
| Ходьба 20 кілометрів      | Віктор Помнящий Донецьк          | 1:35.41,0 |        |        |        |        |
| Ходьба 50 кілометрів      | Герман Калугін Київ              | 4:34.43,0 |        |        |        |        |
| Стрибки у висоту          | Валерій Скворцов Бердичів        | 2,03 м    |        |        |        |        |
| Стрибки з жердиною        | Ігор Журковський Дніпропетровськ | 4,20 м    |        |        |        |        |
| Стрибки у довжину         | Антон Халаджі Харків             | 7,24 м    |        |        |        |        |
| Потрійний стрибок         | В'ячеслав Лабунський Черкаси     | 15,47 м   |        |        |        |        |
| Штовхання ядра            | В'ячеслав Бахтін Ворошиловград   | 17,18 м   |        |        |        |        |
| Метання диска             | Віктор Компанієць Київ           | 56,40 м   |        |        |        |        |
| Метання молота            | Анатолій Максимов Київ           | 60,63 м   |        |        |        |        |
| Метання списа             | Іван Таран Київ                  | 69,45 м   |        |        |        |        |
| Десятиборство             | Віталій Карпенко Одеса           | 6497 очок |        |        |        |        |

### Жінки
| Дисципліни             | Золото                        | Золото    | Срібло | Срібло | Бронза | Бронза |
| ---------------------- | ----------------------------- | --------- | ------ | ------ | ------ | ------ |
| 100 метрів             | Віра Крепкіна Київ            | 11,7      |        |        |        |        |
| 200 метрів             | Світлана Іванова Харків       | 25,5      |        |        |        |        |
| 400 метрів             | Генія Марочкіна Ворошиловград | 56,0      |        |        |        |        |
| 800 метрів             | Зінаїда Стеценко Кіровоград   | 2.14,8    |        |        |        |        |
| 80 метрів з бар'єрами  | Лариса Глазкова Київ          | 11,3      |        |        |        |        |
| 100 метрів з бар'єрами | Лариса Глазкова Київ          | 14,5      |        |        |        |        |
| Стрибки у висоту       | Людмила Комлєва Харків        | 1,70 м    |        |        |        |        |
| Стрибки у довжину      | Любов Носенко Одеса           | 5,62 м    |        |        |        |        |
| Штовхання ядра         | Любов Кузьміна Київ           | 15,38 м   |        |        |        |        |
| Метання диска          | Любов Кузьміна Київ           | 50,90 м   |        |        |        |        |
| Метання списа          | Галина Висоцька Полтава       | 50,17 м   |        |        |        |        |
| П'ятиборство           | Неля Ковтун Донецьк           | 4259 очок |        |        |        |        |